# Le Lapin blanc
Pour plus de détails, voir Fiche technique et Distribution.
Le Lapin blanc (Das weiße Kaninchen) est un téléfilm allemand réalisé par Florian Schwarz (de) qui est sorti en 2016. Il s'agit d'un drame écrit par Michael Proehl (de) et Holger Karsten Schmidt (de) avec Devid Striesow et Lena Urzendowsky.

## Synopsis
Un professeur, Simon Keller, met en garde les élèves d'un lycée contre les risques encourus sur Internet. Paradoxalement, Simon se révèle comme un homme à tendances pédocriminelles[réf. nécessaire], aimant notamment tchater avec des jeunes filles ou regarder en secret les adolescentes faire du sport en se masturbant. Sara, 13 ans, fait sur Internet la connaissance de Benny et de Kevin. Benny est en réalité Simon Keller qui se fait passer pour un jeune homme de 17 ans afin de gagner sa confiance. Kevin est un adolescent de 16 ans dont elle s'éprend. Pour attirer son attention, elle lui envoie une photo d'elle dévêtue. En retour, Kevin lui demande de se filmer dans des poses suggestives et de lui envoyer le film, sinon il diffusera la photo de Sara sur les réseaux sociaux. Effrayée par ce chantage, elle se confie à Benny qui lui propose de la mettre en contact avec le professeur Keller. Ce dernier l'incite à rencontrer Kevin.
De son côté, la police criminelle traque les pédocriminels sur Internet qui appliquent le grooming pour attirer les jeunes filles. Elle repère Kevin. Par ailleurs, les parents de Sara signalent la disparition de leur fille à la suite de la diffusion d'une vidéo où on la reconnait dans une scène pornographique. Un des inspecteurs rapproche ces faits avec le viol et le meurtre d'une jeune fille de 13 ans quatre ans auparavant et mène sa propre enquête.

## Récompense
Le Lapin blanc a obtenu le prix Adolf-Grimme en 2017.

## Fiche technique
- Titre : Le Lapin blanc
- Titre original : Das weiße Kaninchen
- Réalisation : Florian Schwarz
- Scénario : Michael Proehl et Holger Karsten Schmidt
- Production : Michael Smeaton et Simone Höller
- Société de production : FFP New Media GmbH
- Société de distribution : Das Erste (ARD)
- Musique : Sven Rossenbach, Florian van Volxem
- Photographie : Philipp Sichler
- Effets visuels numérique : Tim Emeis, Katja Müller, Stefan Tischner
- Décors : Ingo Dathe, Janusz Sisik
- Costumes : Ivana Milos
- Pays d'origine :  Allemagne,
- Langue originale : allemand
- Format : Couleurs (Duboicolor) - son Dolby numérique
- Genre : drame
- Durée : 88 minutes
- Classification :
  - Allemagne:
  - France : Tous publics
- Dates de sortie :
  -  Allemagne : 28 septembre 2016
  -  France,  Belgique,  Luxembourg : 22 septembre 2017 sur Arte.

## Distribution
- Devid Striesow: Benny / Simon Keller
- Lena Urzendowsky: Sara Rost
- Shenja Lacher: Kommissar Miki Witt
- Louis Hofmann: Kevin/Julian Kiefer
- Samia Chancrin: Lilian Schön
- Christoph Schechinger: Heribert Liebermann
- Julia Jäger: Katrin Rost
- Patrick Heyn: Matthias Rost
- Anja Schiffel: Ellen Keller
- Eva Nürnberg: Leonie